# Liste der Herrscher von Abchasien

## Könige vonAbchasien
Antschabadse:
- Leo I. (735–ca. 791)
- Leo II. (ca. 791–ca. 811)
- Teodosi I. (811–ca. 837)
- Demetri I. (ca. 837–ca. 872)
- Georg I. (ca. 872–ca. 876)

Schawliani:
- Joan (ca. 876–ca. 880)
- Adarnase (880–ca. 887)

Antschabadse:
- Bagrat I. (ca. 887–ca. 898)
- Konstantin (ca. 898–ca. 916)
- Bagrat II. (ca. 916–927)
- Jordi II. (927–957)
- Leo III., der Große (957–967)
- Demetri II. (967–975)
- Teodosi II. (975–978)
- Gurandukht (978–994)

Bagratiden:
- Bagrat III. (978–1014) (Erster König des vereinten Georgiens)

## Fürsten von Abchasien
- Txaxa Shervashidze / Auf Abchasisch Tschatschba
- Otago I. Shervashidze
- Otago II. Shervashidze (1184)
- Dardan Shervashidze († 26. Juni 1243)
- Rabia Shervashidze (1459)
- Salomo I. Shervashidze (1491, † 1495)
- Arsqan Shervashidze (1520)
- Seteman Shervashidze
- Taimuraz Shervashidze (1625)
- Kara Bey Shervashidze (1637)
- Kvapu Shervashidze (1650)
- Salomo II. Shervashidze (1665)
- Rostom Shervashidze
- Djigetshi Shervashidze (1700–1730)
- Hamid Bey Shervashidze (1730–?)
- Mamuka I. Shervashidze (?–1757)
- Mamuka II. Shervashidze (1757–1770)
- Zurab Shervashidze (1770–1779)
- Levan Shervashidze (1779–1789)
- Kelesh Ahmad Bey Shervashidze (1789–1806; * 1747, † 2. Mai 1806)
- Aslan Bey Shervashidze (2. Mai 1806 bis 10. Juni 1810; † 1821)
- Giorgi I. Shervashidze (1810–1821)
- Dimitri Giorgievitch Shervashidze (1821–1822; † 16. Oktober 1822)
- Mikhail Giorgievitch Shervashidze (1822–1864; † 1866)
- zu Russland (1864–1866)
- Giorgi II. Mikhailovitch Shervashidze (1866; * 1846)
- zu Russland (ab 1866)